# Тостер
Тостер је електрични кућни апарат који за свој рад користи електричну енергију и служи за тостирање и препицање разних врста хлеба. Најчешће се прави од пластике или метала.
Постоје различити модели и врсте тостера који осим хлеба могу да тостирају сендвиче, хот - дог и друге намирнице. Типични модерни тостер је од 600 до 1200 вати, који две кришке хлеба препече за 1 до 3 минута. Пре него што је настао електрични, користили су се тостери са металним оклопима у којима се стављао хлеб и препицао на отвореној ватри или пламену. Такви тостери су се користили до почетка 19. века.